# Beilschmiedia ovoidea
Beilschmiedia ovoidea är en lagerväxtart som beskrevs av F.N. Wei. Beilschmiedia ovoidea ingår i släktet Beilschmiedia och familjen lagerväxter. Inga underarter finns listade i Catalogue of Life.